# 庆云镇 (乐昌市)
庆云镇，是中华人民共和国广东省韶关市乐昌市下辖的一个乡镇级行政单位。

## 行政区划
庆云镇下辖以下地区：
袄田村、广田村、金坪村、土佳寮村、湾雷村、五里冲村、下黄村和永乐村。